# كأس السوبر الأندوري 2009
بطولة كأس السوبر الأندوري 2009 هي النسخة السابعة من بطولة كأس السوبر الأندوري ، لعب يوم 13 سبتمبر 2009 في أيكسوفال ، بين فريق سانت الفائز بالدوري وفريق سانتا كولوما الفائز بكأس أندورا. وقد انتهت المباراة بفوز سانت بالمباراة بنتيجة 2–1 ليحصد لقبه الثاني في تاريخ البطولة.

## التفاصيل
| سانت                    | 2–1 | سانتا كولوما |
| ----------------------- | --- | ------------ |
| جابرييل 32' · سينوس 60' |     | خيمينيز 16'  |